# Cambefortius guineensis
Cambefortius guineensis är en skalbaggsart som beskrevs av Branco 1989. Cambefortius guineensis ingår i släktet Cambefortius och familjen bladhorningar. Inga underarter finns listade.